# Xシリーズ
『Xシリーズ』（X series）は、講談社より発行されている森博嗣による推理小説の一シリーズである。シリーズの名前は各作品タイトルの真中に×があることからつけられている。

## 概要
同出版社より刊行されている『S&Mシリーズ、Vシリーズ、四季シリーズ』サーガの番外編である。時系列は『Gシリーズ』の「ηなのに夢のよう」の後になる。
東京の美術品鑑定と探偵業を生業とする椙田事務所、改め、SYアート＆リサーチの従業員たちが関わった事件の謎を追う。
ノベルスのカバーには真空管やナイフなど、作品と関連する物のレントゲン写真が使われている。

## 主な登場人物
小川令子（おがわ れいこ）
椙田事務所改め、SYアート＆リサーチの所員。30代で独身。前は社長秘書を勤めていたが一柳社長の急死で失職し、社長の遺産の鑑定に来ていた椙田に誘われて転職した。その好奇心のせいで何度も犯人に襲われる羽目になる。
真鍋瞬市（まなべ しゅんいち）
椙田事務所改め、SYアート＆リサーチのアルバイト。芸大生だが大学にはあまり出席していない。外見はオタクっぽいと小川には評されている。事件の際には様々な可能性を披露しながら解決に導いている。
鷹知祐一朗（たかち ゆういちろう）
個人経営の探偵。30代。ある事件で知り合ったSYアート＆リサーチの従業員と度々協力し合っている。資産家の三男で、その様々な伝手から事件の調査を依頼されることが多い。
椙田泰男（すぎた やすお）
椙田事務所の所長。シリーズ開始時、57歳。滅多に事務所に顔を出さない謎多き人物。萌絵から過剰に逃げまわり、萌絵が近隣のW大学に赴任したと知るや、事務所の名称をSYアート＆リサーチに変えた。
永田絵里子（ながた えりこ）
真鍋の同級生。「タカイ×タカイ」から登場。モデル等のバイトをしており、SYアート＆リサーチにも「ムカシ×ムカシ」から臨時のアルバイトで雇われて事件に首を突っ込む。
西之園萌絵（にしのその もえ）
W大学大学院の助手。シリーズ開始時、27歳。他県から赴任してまもなく、ある騒動で小川と知り合う。「タカイ×タカイ」では多忙の合間を縫って事件の解決に協力した。その後、准教授に昇格する。
各務亜樹良（かがみ あきら）
椙田と密会しているのを真鍋に目撃された謎の女性。
加部谷恵美（かべや めぐみ）
萌絵の古い知人。椙田らが去ったSYアート＆リサーチに入所し、「馬鹿と嘘の弓 Fool Lie Bow」「歌の終わりは海 Song End Sea」でその活躍を見せる。
その他S&Mシリーズ、Gシリーズからの人物も登場する。

## シリーズ作品
- イナイ×イナイ Peekaboo
  - 講談社ノベルス：2007年5月発行、ISBN 978-4-06-182531-4
  - 講談社文庫：2010年9月発行、ISBN 978-4-06-276746-0
- キラレ×キラレ Cutthroat
  - 講談社ノベルス：2007年9月発行、ISBN 978-4-06-182555-0
  - 講談社文庫：2011年3月発行、ISBN 978-4-06-276903-7
- タカイ×タカイ Crucifixion
  - 講談社ノベルス：2008年1月発行、ISBN 978-4-06-182578-9
  - 講談社文庫：2012年3月発行、ISBN 978-4-06-277167-2
- ムカシ×ムカシ Reminiscence
  - 講談社ノベルス：2014年6月発行、ISBN 978-4-06-299020-2
  - 講談社文庫：2017年4月発行、ISBN 978-4-06-293604-0
- サイタ×サイタ Explosive
  - 講談社ノベルス：2014年11月発行、ISBN 978-4062990332
  - 講談社文庫：2017年9月発行、ISBN 978-4-06-293657-6
- ダマシ×ダマシ Swindler
  - 講談社ノベルス：2017年5月発行、ISBN 978-4062990967
  - 講談社文庫：2020年5月発行、ISBN 978-4-06-518792-0